# Suzuki GSX 1400
Suzuki GSX 1400 – japoński motocykl typu naked bike produkowany przez firmę Suzuki w latach 2001-2007.

## Dane techniczne/Osiągi
Silnik: R4

Pojemność silnika: 1402 cm³

Moc maksymalna: 106 KM/6800 obr./min

Maksymalny moment obrotowy: 126 Nm/5000 obr./min

Prędkość maksymalna: 225 km/h 

Przyspieszenie 0-100 km/h: 3,2 s